# Марен, Кристин
Кристи́н Маре́н (род. 9 апреля 1951, Фени, Франция) — французский политик, депутат Национального собрания Франции, член Союза за народное движение.
Родилась 09 апреля 1951 г. в г. Фени (департамент Нор). На выборах в Национальное собрание 2007 г. выиграла голосование по 23-му избирательному округу департамента Нор, получив 50,75 % голосов.

## Занимаемые выборные должности
1977 — 2007 — член регионального совета департамента Нор-Па-де-Кале 

18.06.1995 — 16.03.2008 — мэр коммуны Жемон 

20.06.2007 — н/вр — депутат Национального собрания Франции от 23-го избирательного округа департамента Нор